# زاوية بصرية
الزاوية البصرية

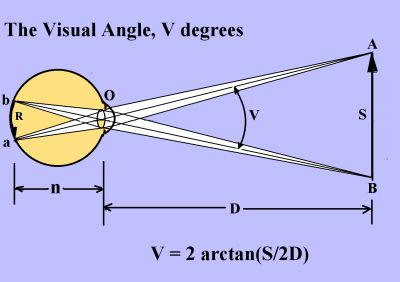
رسم بياني البصرية زاوية V.

هي زاوية لـ subtends الكائن ينظر في العين، ذكرت عادة في درجات القوس. كما يسمى الكائن حجم الزاوي.
الرسم على اليمين يظهر العين مراقب يبحث في حد الأمامي (السهم العمودي) يحتوي على حجم الخطي، وتقع في المسافة من نقطة.
لأغراض الحالية، نقطة يمكن أن تمثل العين نقاط عقدية في حوالي مركز العدسة، وأيضا تمثل مركز العين مدخل تلميذ التي ليست سوى بضعة ملليمترات أمام العدسة.
ثلاثة خطوط من نقطة النهاية الكائن تتجه نحو العين تشير إلى حزمة من الأشعة الضوئية التي تمر من خلال القرنية، التلميذ وعدسة لتشكيل الصورة البصرية من نقطة النهاية على شبكية العين عند نقطة و. الخط المركزي للحزمة يمثل الرئيس راي.
وعلى نحو مماثل لنقطة وجوه وصورة شبكية العين في الساعة.
زاوية بصرية هي الزاوية بين الأشعة الرئيسية لل و.

## الحسبة والقياس
زاوية بصرية يمكن قياسها مباشرة باستخدام المزواة وضعت في نقطة.{\displaystyle O}
أو، فإنه يمكن حساب،  في راديان، وذلك باستخدام الصيغة.{\displaystyle V=2\arctan \left({\frac {S}{2D}}\right)}
ومع ذلك، لزوايا بصرية أصغر من حوالي 10 درجة، وتقدم هذه الصيغة أبسط تقريبية وثيقة للغاية:
{\displaystyle \tan \left(V\right)={\frac {S}{D}}.}

## صورة شبكية العين وزاوية بصرية
كما يظهر في رسم المذكورة أعلاه، {\displaystyle a} and {\displaystyle b} صورة حقيقية تتشكل من وجوه على الشبكية بين نقطة و. (انظر جهاز الرؤية). لزوايا صغيرة، وحجم هذه الصورة الشبكية هو {\displaystyle R}
{\displaystyle {\frac {R}{n}}=\tan V,}
حيث {\displaystyle n}هي المسافة من نقاط عقدية لشبكية العين، حوالي 17 ملم.

## الامثلة
وإذا نظرنا إلى كائن سنتيمتر واحد على مسافة متر واحد وكائن اثنين سنتيمتر على مسافة مترين، سواء زوايا قياساتها نفس الزاوية البصرية من حوالي 0.01 راد أو 0.57 درجة. وبالتالي لديهم نفس الشبكية حجم الصورة. {\displaystyle R\approx 0.17{\text{ mm}}}
وهذا هو أكبر قليلا من حجم الصورة الشبكية لسطح القمر، وهي عبارة عن، لأنه، مع، والمتوسط.
أيضا، بالنسبة لبعض الملاحظات سهلة، وإذا كان أحد يحمل السبابة واحد في طول ذراع، وعرض للظفر مؤشر subtends ما يقرب من درجة واحدة، وعرض من الإبهام في أول subtends مشتركة حوالي درجتين.
لذلك، إذا كان أحد يهتم في أداء العين أو خطوات المعالجة الأولى في القشرة البصرية، فإنه لا معنى للإشارة إلى الحجم المطلق للكائن ينظر (حجمها الخطي). ما يهم هو الزاوية البصرية الذي يحدد حجم الصورة الشبكية.

## وصلات داخلية
- المزواة
- تصوير ضوئي
- تصوير